# Jeffery Matthews
Pour les articles homonymes, voir Matthews.
Jeffery Matthews (mort en 2023) est un artiste britannique, spécialisé dans la création de timbres-poste britanniques. Dans ce domaine, il est notamment connu pour être le concepteur de la palette des binômes de couleurs de la série d'usage courant au type Machin depuis les années 1980.

## Biographie

### Formation
Matthews fait des études d'architecture d'intérieur pendant lesquelles il étudie des disciplines qui lui ont été utiles par la suite, notamment l'héraldique et la typographie des lettres. Alors qu'il a commencé à travailler, il se forme à la création graphique avec l'aide des cours d'un ami Alan Harmer avec lequel il crée un studio de design.
Tout au long de sa carrière, il crée des logotypes, des chartes graphiques et typographiques pour des administrations publiques et des entreprises, ou pour des couvertures de livres.
Il a grandement diminué son activité au cours des années 1990.

### La découverte de la création de timbres
Vers la fin des années 1950, Jeffery Matthews s'inscrit au Council of Industrial Design, association qui fait, entre autres, office d'entremetteurs entre les créateurs graphiques et des clients. En 1959, c'est ainsi qu'il fait partie de la poignée de designers conseillés à la Royal Mail pour créer les deux timbres du 300e anniversaire de l'Office général des lettres. Si les créations de Matthews ne sont pas sélectionnées pour la série émise en 1960, elles ont atteint le niveau des essais en imprimerie. Il est donc régulièrement invité à présenter des maquettes.
Ses deux premiers timbres sont émis en 1965 pour le vingtième anniversaire de l'Organisation des Nations unies.

### Coloriste et lettreur du typeMachin
C'est dans les années 1970 que Jeffery Matthews intervient sur le type Machin, la série d'usage courant qui représente l'effigie de la reine Élisabeth II depuis 1967. Suivant les demandes des postes britanniques, il fournit dessins, lettres et chiffres pour les nouvelles valeurs, mais il est connu des philatélistes pour avoir constitué une palette de couleurs pour le type Machin dans les années 1980.
En 1971, il dessine les symboles de la série régionale (Countries) qui permet à l'Écosse, l'Irlande du Nord, le Pays de Galles et l'île de Man de disposer de Machin mêlant la reine et leur culture respective. Il reprend ses dessins pour les affiner quelques années plus tard.
Le profil du type Machin est généralement d'une couleur plus claire que le fond, d'après l'intention initiale du créateur du timbre, Arnold Machin. En 1976, Matthews conçoit trois couleurs pour les grands formats désormais photogravés d'une, deux et cinq livres sterling.
Il est régulièrement appelé pour adapter aux nouvelles valeurs faciales la police de caractères utilisée, Perpetua. Par exemple, Matthews redessine le zéro en ovale (plutôt que rond en Perpetua) pour un meilleur rendu visuel. Il parvient également à faire entrer des valeurs faciales longues.
Au milieu des années 1980, Jeffery Matthews réalise un travail de rationalisation des couleurs qui le rend célèbre des collectionneurs du type Machin, puisqu'il respecte l'intention d'Arnold Machin d'une couleur claire pour le profil sur la couleur foncée correspondante de l'arrière-plan. Malgré l'échec de plusieurs systèmes de rationalisation des couleurs et de leurs usages postaux, il fournit une large palette de couleurs à la Royal Mail. Son travail sur les couleurs est honoré lors du Stamp Show de Londres, en mai 2000, par un bloc de huit timbres au type Machin. Une des deux vignettes, qu'il a réalisé lui-même, représente une palette à ses initiales (« JM » entremêlés).

## Récompenses et honneurs
- Membre de l'Ordre de l'Empire britannique (MBE), 2004[1].
- Rowland Hill Award pour contribution importante, 2005[1].
- Phillips Gold Medal for Stamp Design, 2005[1].

### Sources
- Entretien avec Matthews publié dans The Chronicle, the journal of the Great Britain Collectors Club, octobre 2000. La première page est consacrée au type Machin et la seconde au reste de la vie professionnelle de Matthews.
- Richard West, « Sold by the pound », article paru dans Stamp Magazine no 73-6, juin 2007, pages 50-54. L'auteur de l'article étudie l'histoire du type Machin à partir de l'exemple des timbres d'une livre sterling.